# Стерлитамакский троллейбус
Стерлитамакский троллейбус — система троллейбусного транспорта города Стерлитамака. Эксплуатация троллейбусной системы начата 25 февраля 1961 года. Является основным внутригородским транспортом города. Пассажиропоток — 231,0 тыс./день или более 80 % перевозок общественным транспортом. В городе работает 13 троллейбусных маршрутов — меньше, чем во многих крупных городах-миллионниках, но существенно больше в сравнении с большинством средних городов России.

## Официальная организация
Эксплуатацию троллейбусной сети осуществляет муниципальное унитарное предприятие «Стерлитамакское троллейбусное управление». В городе работает одно троллейбусное депо № 1, депо № 2 находится в законсервированном состоянии.
| Название               | Дата открытия | Дата закрытия   | Адрес               |
| ---------------------- | ------------- | --------------- | ------------------- |
| Троллейбусное депо № 1 | 1961          | -               | улица Кочетова, 26а |
| Троллейбусное депо № 2 | 1989          | 19 декабря 2014 | Западная улица, 1Б  |

## Стоимость проезда
С 1 ноября 2014 года стоимость проезда за наличный расчёт составляет 14 рублей. Разовая поездка по транспортной карте для граждан стоит 12 рублей; для организаций — 10 рублей; для школьников, студентов и пенсионеров — 9 рублей. Провоз багажа обойдётся в 10 рублей.
С 1 по 31 мая 2015 года в рамках акции к 70-летию победы в Великой Отечественной войне стоимость одной поездки за наличный расчёт снижена с 14 до 12 рублей. По окончании акции стоимость проезда за наличный расчёт сохранилась на уровне 12 рублей, тогда как проезд по электронной карте с 1 июня 2015 года обойдётся в 11 рублей.
Со 2 октября 2017 года стоимость проезда увеличена с 12 до 15 рублей за наличный расчёт.
С 1 октября 2020 года стоимость проезда увеличена с 17 до 20 рублей за наличный расчёт.
С июня по декабрь 2022 года стоимость проезда составляла 24 рубля.
С декабря 2022 года стоимость проезда составляет 25 рублей.

## Подвижной состав[8]
По состоянию на май 2022 года, в Стерлитамаке эксплуатируются троллейбусы следующих моделей:

ЗиУ-682 (до 2024 года).
КТГ-2 — 1 шт (не работает).
Тролза-62052-02 (до 2024 года).

БТЗ-52761Т — 1 шт.
БТЗ-5276-01 (до 2024 года).
БТЗ-5276-04 — 29 шт.
ЗиУ-6205М, капитально-восстановительный ремонт по проекту БТЗ-52761 — 2 шт. (бо́льшая часть списана в период с 2011 по 2014 годы).
БТЗ-52761Р — 26 шт (1 троллейбусу произведён КВР на базе кузова БТЗ-52768Р в 2017—2018 годах).
БТЗ-52764Р — 10 шт.
НефАЗ-БТЗ-52765А — 6 шт (1 списан в 2021 году).
БТЗ-52767Р — 5 шт.
БТЗ-52767А — 12 шт (4 с электроникой АРС-ТЕРМ, 8 с электроникой Канопус). Один БТЗ-52767А ожидает исключения.
БТЗ-52763А — 5 шт.
УТТЗ-6241.01 «Горожанин» — 1 шт
По состоянию на сентябрь 2024 года, на балансе находится 95 троллейбусов.

## Планы по развитию
В начале 2019 года город начал тестирование троллейбуса ТролЗа 5265-08 «Мегаполис». Троллейбусы с автономным ходом, по словам администрации города, отлично подходят для маршрутов, проходящих под контактной сетью более чем половину своей длины.